# Batinjska Rijeka
Batinjska Rijeka es una localidad de Croacia situada en el municipio de Đulovac, en el condado de Bjelovar-Bilogora. Según el censo de 2021, tiene una población de 29 habitantes.

## Demografía
| Gráfica de población de Batinjska Rijeka 1857-2021                 |
|                                                                    |
| Según los censos de población de la Oficina de Estadísticas Croata |